# Colecionismo de sementes

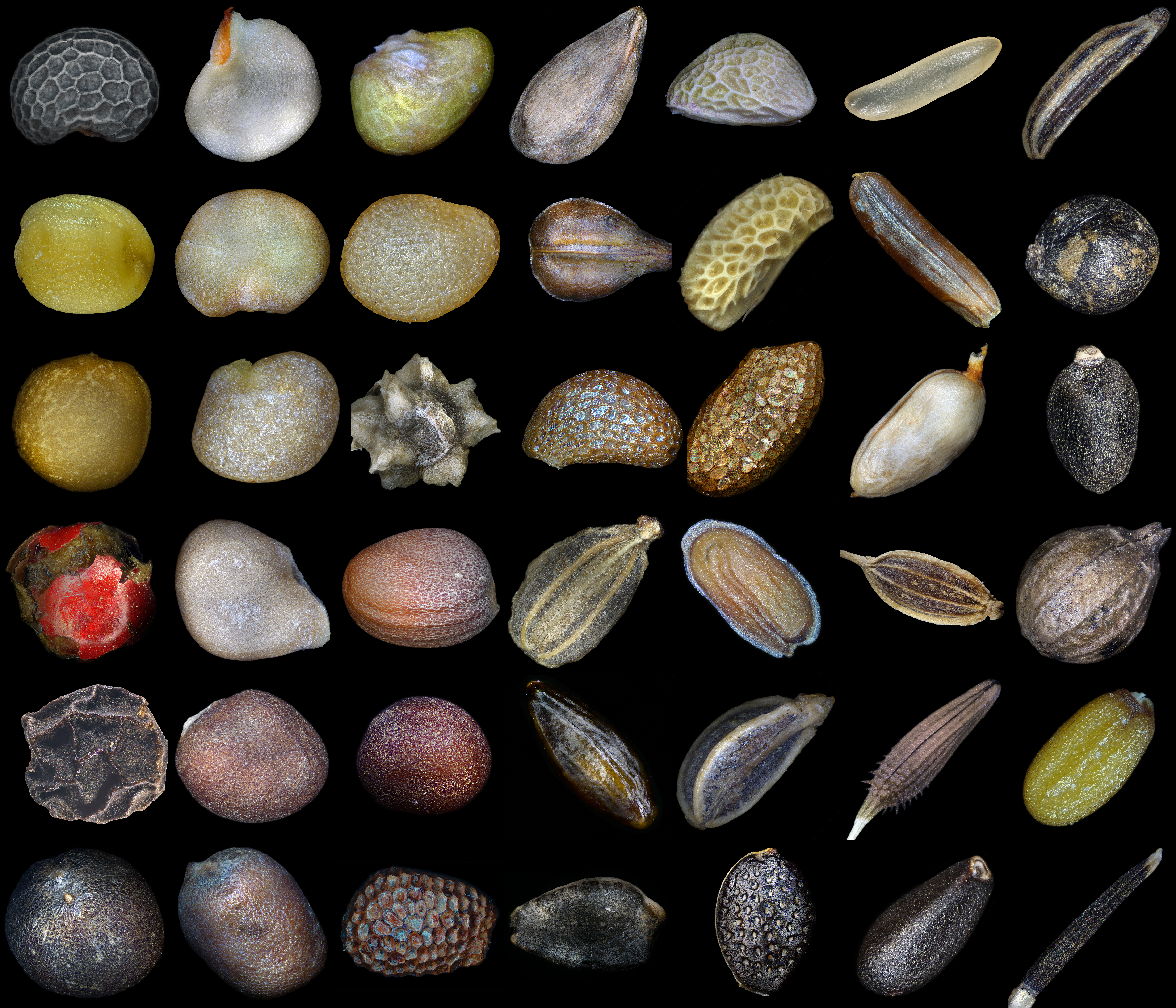
Sementes de várias plantas.
----
Linha 1: amapola, pimientão-vermelho vermelho, morangueiro, macieira, amora, arroz, carum, Linha 2: mostarda, beringela, physalis, uva, framboesa, arroz vermelho, patchoulí, Linha 3: figos, bagas de goji, remolacha, arándano, kiwi dourado, rosa mosqueta, alfavaca, Linha 4: pimenta rosa, tomate, rábano, cenoura, matthiola, endro, coentr, Linha 5: pimenta-preta, repolho branco, couve chinesa, espino amarelo, salsa, dente de leão, bolsa-de-pastor Linha 6: couve-flor, rábano, kiwi, granadilla, maracujá, melissa e cempasúchil

Na agricultura e jardinagem, o colecionismo ou armazenamento de sementes (seed saving) ou «sementismo» é a prática de guardar e conservar sementes de uma espécie vegetal, ou de um cultivar ou variedade botânica em particular, com o propósito de perpetuá-la e fazer uso da mesma. Por extensão, também se aplica ao colecionismo de outras partes da planta que sirvam para a propagação vegetal, como tubérculos, estacas, grãos, ervas, flores, etc. Esta é a forma tradicional na que se mantiveram hortas, cultivos e jardins de todo mundo nos últimos doze mil anos (ver revolução neolítica).
Nas últimas décadas, com o estabelecimento da agricultura industrial e a produção massificada, a partir dos anos finais do século XX, tem havido grandes mudanças, e muitas pessoas compram sementes anualmente de provedores comerciais de sementes. Atualmente, grande parte da atividade de colecionar sementes tem sido feita em pequena escala.

## Soberania das sementes
A soberania das sementes pode ser definida como o direito “de criar e trocar diversas sementes de código aberto”. Centra-se principalmente nos direitos dos indivíduos de poderem guardar sementes e serem independentes das principais empresas de sementes. Os ativistas da soberania das sementes apontam a conservação de sementes como uma prática importante na construção da segurança alimentar, bem como na restauração da biodiversidade agrícola. Os ativistas também chamam a atenção para a importância cultural das práticas de conservação de sementes, especialmente o seu papel na manutenção das variedades vegetais tradicionais. Está intimamente ligada ao movimento pela soberania alimentar e ao movimento pela justiça alimentar.

## Leituras complementares
- Ashworth, Suzanne & Modelo:Not a typo, Kent; Seed to Seed: Seed Saving Techniques for the Vegetable Gardener, Seed Savers Exchange, 2002. ISBN 978-1-882424-58-0 ISBN 978-1-882424-58-0
- Beck, Edward; A Packet of Seeds Saved by an Old Gardener, 2008. ISBN 978-0-559-85468-2 ISBN 978-0-559-85468-2
- Deppe, Carol; Breed Your Own Vegetable Varieties: The Gardener's and Farmer's Guide to Plant Breeding and Seed Saving, Chelsea Green Publishing Company, 2000. ISBN 978-1-890132-72-9 ISBN 978-1-890132-72-9
- Fanton, Michel and Jude; "The Seed Savers' Handbook", Seed Savers' Network, 1993. ISBN 0-646-10226-5 ISBN 0-646-10226-5
- Mcgrath, Mike; Save and sow seeds of your favourite vegetables, Quirk Books (Stati Uniti), 2009. ISBN 978-1-59474-289-7 ISBN 978-1-59474-289-7
- Vellve,  Renee; Saving the seed: genetic diversity and european agriculture, Londra, Earthscan Publications, 1992. ISBN 1-85383-150-6 ISBN 1-85383-150-6
- Plantilla:Not a typo, Kent; Garden Seed Inventory: An Inventory of Seed Catalogs Listing All Non-Hybrid Vegetable Seeds Available in the United States and Canada, Seed Savers Exchange, 2005. ISBN 978-1-882424-60-3
- An Introduction to Seed Saving for the Home Gardener, University of Maine Cooperative Extension Bulletin 2750